# Mennonitenkirche Ibersheim

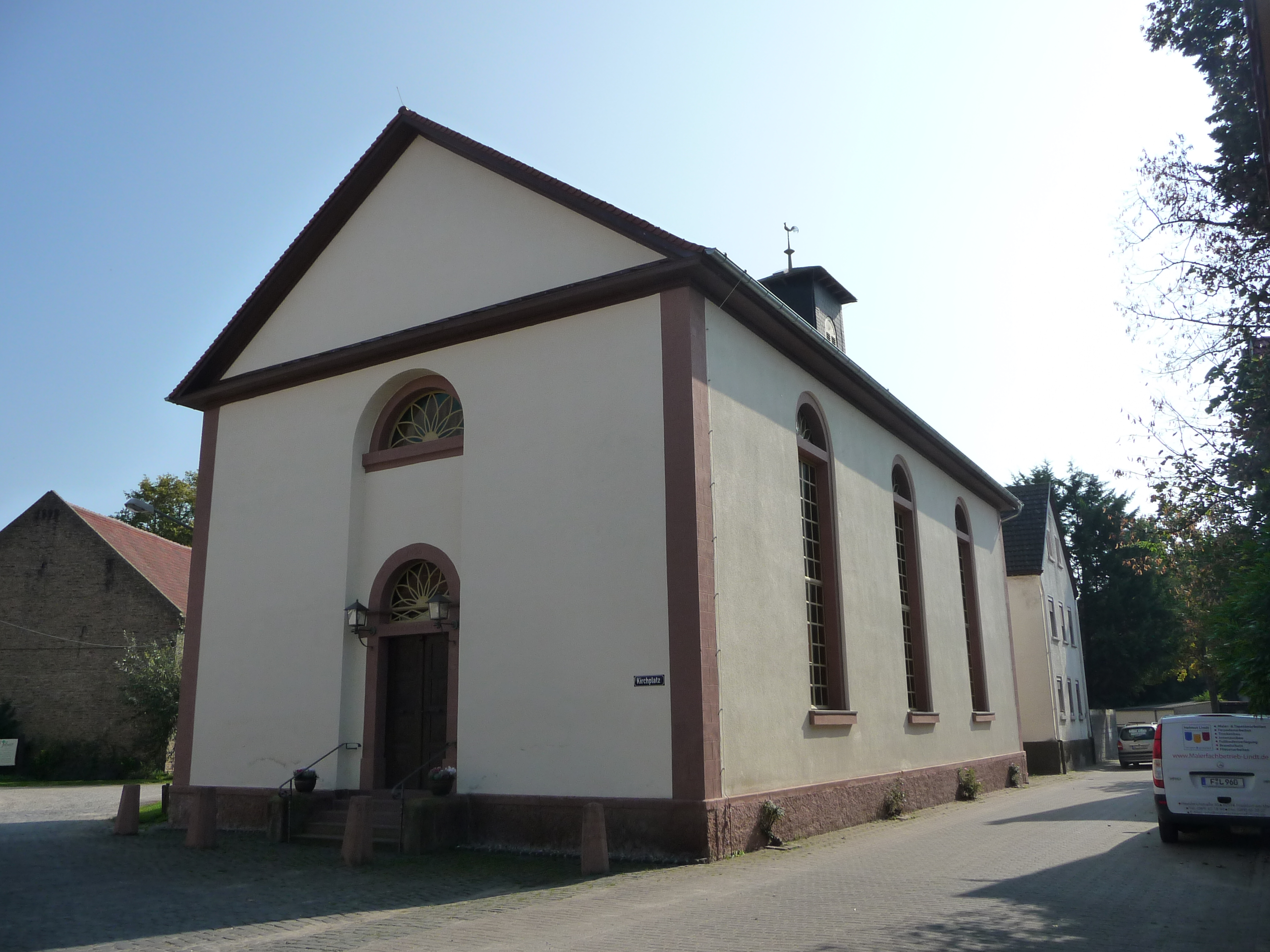
Die Mennonitenkirche in Worms-Ibersheim

Die Mennonitenkirche Ibersheim wurde 1836 im klassizistischen Stil gebaut. Wie andere mennonitische Kirchen auch, wurde sie als Predigtkirche mit einer zentralen Kanzel konzipiert.

## Gebäude

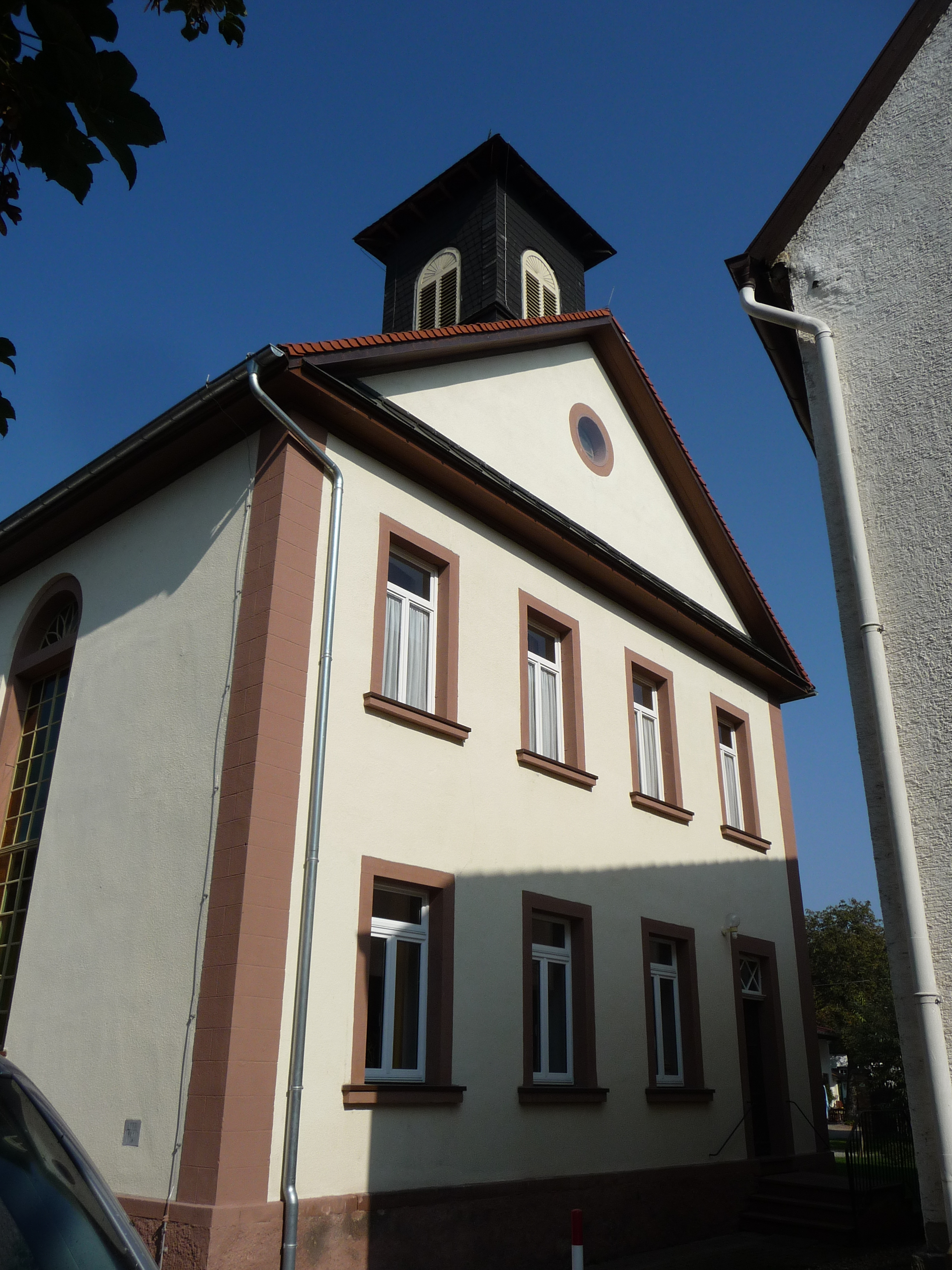
Selten: Ein Turm auf einer Mennonitenkirche

Die Mennonitenkirche in Ibersheim ist heute die einzige mennonitische Kirche im süddeutschen Raum, die einen Kirchturm und Kirchenglocken besitzt. Die Kirchenglocken wurden jedoch erst im Jahr 1866 eingeweiht. Der Kirchturm besteht aus einem quadratischen Dachreiter. Das Kirchengebäude ist relativ schlicht gehalten. Die beiden Langseiten werden durch zwei große Rundbogenfenster bestimmt. Im Ostteil der Kirche befinden sich zwei übereinander liegende Räume, die heute als Jugend- und Gemeinderäume genutzt werden, früher jedoch auch dem Rathaus und einem Kindergarten Platz boten. Die Orgel stammt aus dem Jahr 1822 und somit noch aus der an gleicher Stelle gelegenen Vorgängerkirche. Das noch original erhaltene Kirchgestühl stammt aus dem Jahr 1836.
Das Gebäude steht unter Denkmalschutz.
Vor der Errichtung des Kirchengebäudes fanden die Gottesdienste der Mennonitengemeinde im Hof Schäfer statt. Dort im heutigen Wohnzimmer, früher Sälchen genannt, befindet sich in der Deckenmitte ein sechszackiger Stern mit gespaltenen Spitzen, den man als Mennoniten-Stern betrachtet. Die historische Stuckdecke müsste wie das gesamte Gebäude 1717 (im Barock) entstanden sein.

## Gemeinde
Die ersten Mennoniten wurden bereits unmittelbar nach dem Dreißigjährigen Krieg in der Kurpfalz angesiedelt, um als Pächter das verwüstete Land wieder aufzubauen. Der erste Siedler im rheinhessischen Ibersheim (damals noch Ibersheimer Hof genannt) war Heinrich von Mauderich. Die erste Ibersheimer Mennonitengemeinde bestand aus Schweizer Täufern, die aus dem Raum Zürich und später aus dem Gebiet um Bern vertrieben wurden.
Die theologische und historische Entwicklung der Täufer/Mennoniten hat sich der Mennonitische Geschichtsverein mit der Sammlung von Dokumenten zur Aufgabe gemacht. Dazu sind zwei Stammfolgen einer Ibersheimer Familie bekannt: Weber - Ritscher und Hagmann/Hackmann - Ritscher. Auf einer Karte des Bistums Worms aus dem Jahr 1752 wurde der Ort als Wiedertäuferhof eingezeichnet.
Heute besteht die Gemeinde Worms-Ibersheim aus etwa 120 Mitgliedern, die zum Teil auch außerhalb der Stadt Worms leben. Die Gemeinde versteht sich als ökumenische Gemeinde und teilte sich vom 19. Jahrhundert bis 2009 eine Pfarrstelle mit den benachbarten Mennonitengemeinden in Ludwigshafen und Frankenthal-Eppstein. Sie gehört der Arbeitsgemeinschaft Südwestdeutscher Mennonitengemeinden innerhalb der Arbeitsgemeinschaft Mennonitischer Gemeinden in Deutschland an. Die im Ortskern Ibersheim gelegene Mennonitenkirche wird heute auch von der Gemeinde der evangelischen Landeskirche mitbenutzt.

## Orgel
Die Orgel wurde im 19. Jahrhundert errichtet und erfuhr im Jahr 1936 eine große Renovierung, in deren Rahmen auch das Pedal um zwei unabhängige Register erweitert wurde.
Insgesamt hat die Orgel elf klingende Register, einige davon sind in Bass- und Diskantzüge separiert - die Grenze hierfür ist das c1.
- Manual (C-f3): Principal 4', Flöte 4', Quint 3', Octav 2', Vox humano (geteilt), Cromhorn (geteilt), Bourdong (geteilt), Gambe (geteilt), Mixtur
- Pedal (C-d0): Subbass 16', Violon 8'

Außerdem verfügt die Orgel über eine Pedalkoppel und einen Tremulanten.

## Älteste, Prediger, Pfarrer, Pastoren
- Daniel Stauffer             1739–ca.1768
- Jacob Wels
- Jacob Hiestand
- Heinrich Seitz
- Heinrich Stauffer
- Jacob Müller
- Daniel Stauffer
- Daniel Hirschler
- Heinrich Christoph
- Johann Stauffer
- Daniel Stauffer
- Bernhard Thiessen           1843–1855
- Heinrich Neufeld            1856–1869
- Jakob Ellenberger II.       1869–1871
- Hinrich van der Smissen     1872–1882
- Thomas Löwenberg            1883–1917
- Emil Händiges               1917–1923
- Erich Göttner               1923–1927
- Abraham Braun               1928–1953
- Daniel Habegger             1953–1986
- Andreas Kohrn               2010–